# تاكومي كيتاإ
تاكومي كيتاإ (باليابانية: 片井 巧) (مواليد 14 نوفمبر 1995) هو لاعب كرة قدم ياباني.

## وصلات خارجية
- تاكومي كيتاإ على موقع رابطة كرة القدم اليابانية للمحترفين (اليابانية)
- تاكومي كيتاإ على موقع Soccerway.com (الإنجليزية)